# Округ Портиџ (Висконсин)
Округ Портиџ (енгл. Portage County) је округ у америчкој савезној држави Висконсин.

## Демографија
По попису из 2010. године број становника је 70.019, што је 2.837 (4,2%) становника више него 2000. године.
| Група             | 2000.          | 2010.          |
| Белци             | 63.752 (94,9%) | 64.897 (92,7%) |
| Афроамериканци    | 215 (0,3%)     | 383 (0,5%)     |
| Азијати           | 1.511 (2,2%)   | 1.969 (2,8%)   |
| Хиспаноамериканци | 967 (1,4%)     | 1.853 (2,6%)   |
| Укупно            | 67.182         | 70.019         |